# Carea sumatrana
Carea sumatrana är en fjärilsart som beskrevs av Walter Karl Johann Roepke 1935. Carea sumatrana ingår i släktet Carea och familjen trågspinnare. Inga underarter finns listade i Catalogue of Life.